# Mržnja (1995.)
Mržnja (fra. La Haine) je crno-bijeli film francuskog redatelja Mathieua Kassovitza iz 1995. godine.
Prikazuje dan u životu trojice besposlenih mladića iz siromašnog pariškog predgrađa koji se dosađuju i upadaju u probleme s policijom u vrijeme kada njihovu sredinu potresaju nasilni sukobi zbog ubojstva mladog Arapa od strane policajca.  Glavne teme filma su problemi besperspektivne mladeži odrasle u lošim uvjetima, rasizam u francuskom društvu i policijsko nasilje.  Kassovitz je inspiraciju pronašao u stvarnom slučaju nepotrebnog ubojstva mladog imigranta od strane policajca.
Film je bio komercijalno uspješan i hvaljen od strane kritičara.  Dobio je francusku nacionalnu nagradu Cesar za najbolji film, a 28-godišnji Kassovitz je nagrađen kao najbolji redatelj u Cannesu 1996.  Hvaljeni su i nastupi trojice glavnih glumaca, posebno Cassela kojega je uloga proslavila i osigurala mu uspješnu daljnju karijeru.  Osim toga, film je potaknuo i brojne diskusije u francuskoj javnosti oko problema koje opisuje, a tadašnji premijer Alain Juppe organizirao je posebno prikazivanje za članove svoje vlade.  Međutim, bilo je i negativnih reakcija vezanih uz autentičnost i autorove osobne stavove spram urbane supkulture koju prikazuje.

## Radnja
Said (Saïd Taghmaoui), Vinz (Vincent Cassel) i Hubert (Hubert Koundé) su trojica besposlenih prijatelja iz pariškog predgrađa.  Vrijeme im prolazi u ubijanju dosade dok prate vijesti o zdravstvenom stanju svojeg poznanika Abdela koji je hospitaliziran nakon što ga je policija okrutno pretukla.  Vinz je posebno bijesan zbog toga, a jer je za vrijeme nemira koji su prethodili pronašao izgubljeni policijski pištolj, planira se sam obračunati s policijom.  Hubert je razumniji i s negodovanjem gleda na impulzivno ponašanje prijatelja.  Prateći Saida u grad, gdje posjećuje dilera droge koji mu duguje novac, uhićeni su zbog stvaranja nereda u zgradi.  Vinz uspijeva pobjeći dok Hubert i Said postaju žrtve policijskog iživljavanja.
Budući da ne stižu na posljednji vlak za predgrađe, prisiljeni su provesti noć u centru grada gdje se ne uklapaju:  prave nered i dosađuju posjetiteljima na izložbi, pokušavaju ukrasti automobil i provode vrijeme u trgovačkom centru.  Usput saznaju da je Abdel preminuo u bolnici.  Vinza to dodatno razbjesni, no prilikom sukoba s bandom skinheada kojima zaprijeti pištoljem ipak odlučuje da neće nikoga upucati.  Nakon toga pištolj predaje Hubertu i odlaze kući.  No na rastanku ih susreću dvojica policajaca i bez razloga napadnu;  Vinz pogine kada slučajno opali pištolj kojega je policajac uperio u njega.  Hubert na to poteže svoj pištolj te on i policajac drže jedan drugog na nišanu.  Film završava nejasno: kamera prelazi u pozadinu na užasnutog Saida koji zatvara oči i čuje pucanj.  

## Zanimljivosti
- Na početku Vinz pred zrcalom oponaša govor Travisa Bicklea iz filma Taksist.
- Skinheada kojemu prijete pištoljem glumi Mathieu Kassovitz, režiser filma.

## Vanjske poveznice
- Mržnja u internetskoj bazi filmova IMDb-a
- Recenzija Dragana Antulova